# Umaru Bangura
 (août 2025).
Umaru Bangura est un footballeur international sierra-léonais, né le 7 octobre 1987 à Freetown au Sierra Leone. Il évolue comme défenseur à Kallon FC.

## Biographie
Il joue de 2020 à 2021 au Neuchâtel Xamax FCS. 

## Sélection nationale
- Sierra Leone : 29 sélections et 2 buts

Umaru Bangura a connu sa première sélection le 3 septembre 2006 contre le Mali lors d'un match comptant pour les qualifications à la Coupe d'Afrique des nations 2008, le Gabon et le Mali font match nul (0-0).
Il a participé comme titulaire à tous les matchs de qualification pour la Coupe d'Afrique des nations 2008 et la Coupe du monde 2010.

## Palmarès
Vierge